# 조선로동당 창건일
조선로동당 창건일(朝鮮勞動黨 創建日) 또는 노동당 창건일은 1945년 10월 10일에 조선로동당이 모체로 삼고 있는 조선공산당 북조선분국이 평양에서 창설된 것을 기념하여 조선민주주의인민공화국에서 조선로동당 창당일로 삼아 기리는 날이다. 줄여서 '당 창건일'이라고도 부른다. 당 창건일은 휴일이며 예술 공연과 전시 등의 행사가 열린다.

## 같이 보기
- 조선민주주의인민공화국의 공휴일
- 타도제국주의동맹